# Finanzinstrument
Finanzinstrument (englisch financial instrument) ist ein Rechtsbegriff auf dem Gebiet der Rechnungslegung und des Wertpapierrechts.

## Begriffsbestimmung im Rechnungswesen
Ein Finanzinstrument im Sinne des Bilanzrechts bezeichnet alle Ansprüche, sonstige Vermögenswerte und Verpflichtungen, die unmittelbar oder mittelbar den Austausch von Zahlungsmitteln zum Gegenstand haben. Diese aus Finanzkontrakten oder sonstigen finanziellen Vereinbarungen sich ergebende Rechte bzw. Pflichten müssen dabei stets auf finanziellen Sachverhalten beruhen.
Der Rechtsbegriff des Finanzinstruments kam bis Dezember 2004 im deutschen Bilanzrecht lediglich in der nur für Kreditinstitute seit Januar 1991 geltenden Bestimmung des § 340c Abs. 1 HGB vor, wonach in der Gewinn- und Verlustrechnung als Ertrag oder Aufwand des Handelsbestands der Unterschiedsbetrag aller Erträge und Aufwendungen aus Geschäften mit Finanzinstrumenten des Handelsbestands und dem Handel mit Edelmetallen sowie der zugehörigen Erträge aus Zuschreibungen und Aufwendungen aus Abschreibungen auszuweisen ist. Was unter einem Finanzinstrument konkret zu verstehen war, ließ das HGB hierbei allerdings offen.
Mit Inkrafttreten des Bilanzrechtsreformgesetzes im Januar 2005 tauchte der Begriff Finanzinstrument erstmals auch betriebszweckneutral in den §§ 285 HGB, § 289 HGB und den Parallelvorschriften für den Konzernabschluss (§ 314 HGB, § 315 HGB) auf.

## Begriffsbestimmung im Bank- und Wertpapierrecht
Ein Finanzinstrument dient der Kapitalanlage. Es hat damit eine ähnliche Zweckbestimmung wie Versicherungsanlageprodukte oder Sachwerte.
Das Wertpapierhandelsgesetz (§ 2 WpHG) fasst unter Finanzinstrumente
- Wertpapiere (Aktien, mit Aktien vergleichbare Gesellschaftsanteile, Hinterlegungsscheine, die Aktien vertreten, Schuldtitel wie Inhaberschuldverschreibungen, Orderschuldverschreibungen, Genussscheine und Hinterlegungsscheine, die Schuldtitel vertreten)
- Anteile an Investmentvermögen (Investmentzertifikate, Fondsanteile)
- Geldmarktinstrumente
- Derivate und strukturierte Finanzprodukte
- Vermögensanlagen mit Ausnahme von Genossenschaftsanteilen und Namensschuldverschreibungen
- Emissionszertifikate

Durch die Berücksichtigung von Vermögensanlagen werden auch Treuhandvermögen, partiarische Darlehen und Nachrangdarlehen als Finanzinstrumente erfasst (§ 1 Abs. 2 VermAnlG).
Das Kreditwesengesetz fasst auch noch unter den Begriff des Finanzinstruments (vgl. § 1 Abs. 11 KWG):
- Kryptowerte[2]
- Devisen und Rechnungseinheiten
- Schwarmfinanzierungsinstrumente
- und Namensschuldverschreibungen

Damit stimmt der wertpapierrechtliche Begriff des Finanzinstruments nicht vollständig mit dem bankrechtlichen überein, weil er die wertpapierfernen Finanzinstrumente ignoriert.
Der Begriff der Finanzinstrumente dient vor allem der Abgrenzung zu Versicherungsanlageprodukten und Krediten und Bankeinlagen, die anderen Vorschriften unterliegen. Die Einlagen bei Kreditinstituten (Sicht-, Termin- und Spareinlagen) sind aufsichtsrechtlich keine Finanzinstrumente, doch sind sie im Rahmen des Einlagengeschäfts als Bankgeschäfte definiert (§ 1 Abs. 1 Nr. 1 KWG). Das gilt auch für Kredite, die als Kreditgeschäft (Geld- und Kreditleihe) erfasst sind (§ 1 Abs. 1 Nr. 2 KWG). Werden Einlagen bei den Gläubigern und Kredite bei den Schuldnern bilanziert, so gelten sie bei diesen bilanzrechtlich als originäre Finanzinstrumente, weil sie Forderungen oder Verbindlichkeiten darstellen. Das gilt auch für die Bilanzierung bei Kreditinstituten.
Da Edelmetalle und Sorten nicht aufgezählt sind, gelten diese nicht als Finanzinstrumente, so dass beispielsweise Wechselstuben nicht der Bankenaufsicht unterstehen.

## Rechnungslegung
Ein Finanzinstrument ist nach IAS 32.11 „ein Vertrag, der gleichzeitig bei dem einen Unternehmen zu einem finanziellen Vermögenswert und bei dem anderen Unternehmen zu einer finanziellen Verbindlichkeit oder einem Eigenkapitalinstrument führt“. Hierin kommt zum Ausdruck, dass beide Kontrahenten (eine Vertragspartei und deren Gegenpartei) einander korrespondierende Zahlungsströme oder Gegenleistungen auszutauschen haben.

### Arten
- Originäre Finanzinstrumente sind Forderungen, Verbindlichkeiten und Eigenkapital.
- Derivative Finanzinstrumente sind nach IAS 39.9 Finanzinstrumente, die ihren Wert verändern infolge einer Veränderung des Zinssatzes, Wechselkurses, Index oder einer anderen bestimmten Variablen, die nur geringe oder keine Anschaffungsauszahlungen erfordern und zu einem späteren Zeitpunkt beglichen werden.[5] Hierzu gehören Forwards, Futures, Optionen oder Swaps.

Zu den Finanzinstrumenten gehören auch Energiekontrakte an Energiebörsen, bei denen eine effektive Lieferung vorgesehen ist und die über ein organisiertes Handelssystem gehandelt werden.

### Kategorien
Finanzinstrumente werden nach IAS 39.9 bei der Bilanzierung alternativ folgenden Kategorien zugeordnet:
- Bestandshaltung bis zur Fälligkeit (englisch Held to Maturity): Laufzeiten oder Fälligkeiten werden vom Unternehmen eingehalten (Forderungen, Darlehen oder Anleihen).
- Bestandhaltung für Handelszwecke (englisch Held for Trading): sie dienen der Gewinnmaximierung und werden kurzfristig verkauft oder zurückgekauft. Hierzu gehören alle derivativen Finanzinstrumente, die nicht als Sicherungsgeschäft dienen.
- Kredite und Forderungen (englisch Loans & Receivables) werden nicht auf öffentlichen Märkten gehandelt.
- Zum Verkauf bestimmt (englisch Available for Sale) sind alle zur Veräußerung verfügbaren finanziellen Vermögenswerte, die nicht zu einer der drei anderen Kategorien gehören.

Ein Wechsel der Kategorie ist nur mit genauer Begründung möglich.

## Bank- und Börsenwesen
Im Bank- und Börsenwesen gehören die verschiedenen Arten der Finanzinstrumente zum Kerngeschäft. Deshalb gibt es im Bankenaufsichtsrecht und Börsenrecht detaillierte Vorschriften, die in allen EU-Mitgliedstaaten gelten.

### Bankwesen
Das Geschäft mit Finanzinstrumenten in weiten bankrechtlichen Sinnee (einschließlich wertpapierferner Finanzinstrumente) unterliegt verschiedenen Zulassungsanforderungen:

#### Große Banklizenz
Der Zulassung als CRR-Kreditinstitut (große Banklizenz für Bankgeschäfte) bedarf das:
- Finanzkommissionsgeschäft:  die Anschaffung und die Veräußerung von Finanzinstrumenten im eigenen Namen und für fremde Rechnung ist gemäß § 1 Abs. 1 Nr. 4 KWG.
- Emissionsgeschäft: die Übernahme von Finanzinstrumenten für eigenes Risiko zur Emission oder die Übernahme gleichwertiger Garantien gemäß § 1 Abs. 1 Nr. 10 KWG.

#### Kleine Banklizenz
Der Zulassung als Finanzdienstleistungsinstitute (kleine Banklizenz) bedarf:
- Anlagevermittlung: die Vermittlung von Geschäften über die Anschaffung und Veräußerung von Finanzinstrumenten für fremde Rechnung (der Vermittler leitet eine Willenserklärung des Anlegers als Bote weiter)
- Abschlussvermittlung: die Anschaffung und die Veräußerung von Finanzinstrumenten im fremden Namen für fremde Rechnung (eigene Willenserklärung des Abschlussvermittlers im Namen des Anlegers, der Vermittler handelt in offener Stellvertretung für den Anleger)
- Finanzportfolioverwaltung: die Verwaltung einzelner in Finanzinstrumenten angelegter Vermögen für andere mit Entscheidungsspielraum
- Anlageberatung: die Abgabe von persönlichen Empfehlungen an Kunden, die sich auf Geschäfte mit Finanzinstrumenten beziehen, sofern die Empfehlung auf eine Prüfung der persönlichen Umstände des Anlegers gestützt oder als für ihn geeignet dargestellt wird und nicht ausschließlich über Informationsverbreitungskanäle oder für die Öffentlichkeit bekannt gegeben wird
- Eigenhandel: kontinuierliche Anbieten des An- und Verkaufs von Finanzinstrumenten zu selbst gestellten Preisen für eigene Rechnung unter Einsatz des eigenen Kapitals ohne Auftrag oder im Auftrag von anderen innerhalb organisierter Märkte oder außerhalb organisierter Märkte (systematische Internalisierung)
- Plazierungsgeschäft: das Platzieren von Finanzinstrumenten eines Emittenten ohne feste Übernahmeverpflichtung
- Betrieb von Handelssystemen für Finanzinstrumente: Der Betrieb eines multilateralen Handelssystems wie einer Wertpapierbörse oder eines Organisierten Handelssystems

#### Sonstige Geschäfte mit Finanzinstrumenten
Zulassungsfrei ist der Verkauf von Finanzinstrumenten im eigenen Namen und auf eigene Rechnung (Festpreisgeschäft) ohne Erbringung einer Anlageberatung.
Nicht zugelassen als Finanzdienstleistungsinstitute müssen ebenfalls Personen, die ausschließlich
- Anteile an Investmentvermögen (Investmentfonds und geschlossene Investmentvermögen) oder
- Vermögensanlagen (Treuhandvermögen, partiarische Darlehen, Nachrangdarlehen, Namensschuldverschreibung)

vermitteln und Anlageberatung betreiben. Diese brauchen lediglich eine Zulassung als Finanzanlagenvermittler nach § 34f Gewerbeordnung. Andere Finanzinstrumente dürfen Finanzanlagevermittler weder vermitteln noch darüber beraten. Sie werden durch das örtliche Gewerbeamt zugelassen und überwacht und nicht durch die Bundesanstalt für Finanzdienstleistungsaufsicht.
Nicht zugelassen werden als Finanzdienstleistungsinstitute müssen auch Honorarberater, die als Honorar-Finanzanlagenberater lediglich über Anteile an Investmentvermögen und Vermögensanlagen beraten (§ 34h Gewerbeordnung). Honorarberater, die über sämtliche Finanzinstrumente beraten möchten (Honorar-Anlageberater) bedürfen der Zulassung als Finanzdienstleistungsinstitut.

### Börsenwesen
Nach § 2 Abs. 4 WpHG zählen zu den Finanzinstrumenten Wertpapiere (Aktien, Schuldverschreibungen, Genussscheine, Investmentzertifikate), Geldmarktpapiere, Derivate, Emissionszertifikate und Vermögensanlagen. In § 2 Abs. 8 Nr. 9 WpHG werden neben Schuldverschreibungen und Derivaten auch strukturierte Finanzprodukte und Emissionszertifikate zu den Finanzinstrumenten gezählt.
Die Aufzählung in § 2 WpHG hat Rechtsfolgen insbesondere für die Tätigkeit der Wertpapierdienstleistungsunternehmen und Wertpapierfirmen und die Anlageberatung der Kreditinstitute, bei der vor dem Kauf oder Verkauf von Finanzinstrumenten dem Privatanleger eine Geeignetheitserklärung nach § 64 Abs. 4 WpHG zu erteilen ist.

## Vertrieb
Finanzinstrumente werden über den Primärmarkt vertrieben. Anleger können teilweise Finanzinstrumente auch über den Sekundärmarkt erwerben.
Im Primärmarkt sind im Wesentlichen Kreditinstitute, Finanzdienstleistungsinstitute und freie Finanzanlagevermittler tätig. Banken vertreiben sowohl eigene Finanzinstrumente, die diese selbst emittiert haben (z. B. Sparbriefe, Zertifikate) als auch Fremdprodukte, (Aktien, Anleihen, Investmentfonds, geschlossene Fonds usw.). Typisch in Deutschland ist, dass Kreditinstitute häufig wirtschaftlich mit Emittenten verbunden sind, z. B. Inhaber von Kapitalverwaltungsgesellschaften sind, und damit geschlossene Vertriebsstrukturen bilden. Finanzanlagevermittler arbeiten entweder selbständig oder sind in Strukturvertrieben tätig.
Über Sekundärmärkte sind Einzelwerte wie Aktien oder Anleihen, aber auch bestimmte Fonds wie ETFs handelbar. Das kann über einen Broker (Börsenmakler) oder die Filialbank erfolgen.

## Risiken
Die Risiken von Finanzinstrumenten können sehr unterschiedlich sein. Ihnen gemeinsam ist, dass sie vollständig (wie Aktien oder andere Eigenkapitalinstrumente, die keinen Rückzahlungsanspruch, sondern nur einen Marktwert haben) oder teilweise (wie bei Fremdkapitalinstrumente, die nur bei Endfälligkeit einen Rückzahlungsanspruch unterliegen, davor einen Marktwert haben) durch ein Marktrisiko bis hin zum Totalverlustrisiko geprägt sind.
Das Marktrisiko ist bei Investmentfonds oder ETFs gestreut oder kann auf einen Einzelwert konzentriert sein.
Die Rückzahlungsansprüche bei Fremdkapitalinstrumenten unterliegen je nach Emittent einem unterschiedlich hohem Andressausfallrisiko (Unternehmensanleihen, Sparbriefe oder Staatsanleihen), erfolgen zum Nominalwert wie bei Anleihen oder sind wie bei Derivaten ihrerseits abhängig von Marktrisiken (z. B. bei Zertifikaten).
Ihre Rendite kann, wie bei der Aktiendividende ungewiss sein, oder als Zinscoupon fest vertraglich zugesichert sein.
Es können auf Garantiefunktionen eingebaut sein, welche die Einzahlungen ganz oder teilweise schützen, wie bei Garantiefonds oder Garantiezertifikaten.

## Wirtschaftliche Aspekte
Nicht alle Finanzprodukte und Finanzkontrakte sind oder beinhalten Finanzinstrumente. Genossenschaftsanteile und Namensschuldverschreibungen sind zwar Finanzprodukte, aber (wertpapierrechtlich) keine Finanzinstrumente. Dieter Farny betont, dass Versicherer sich Versicherungsprämien beschaffen, um damit Kapitalanlage zu betreiben, wodurch Versicherungsverträge als Finanzkontrakte interpretiert werden können, die wahrscheinlichkeitsverteilte Auszahlungen von Versicherungsleistungen versprechen. Auch diese Finanzkontrakte sind keine Finanzinstrumente.
Da Finanzinstrumente einen Wert besitzen, haben sie einen Nennwert oder sind Stückaktien, oft auch einen Kurswert (Aktien, Anleihen), tragen häufig ein Agio oder Disagio und können – müssen aber nicht – Zinsen tragen. Damit unterliegen sie einem Marktrisiko (Kursrisiko, Wechselkursrisiko, Zinsrisiko und sonstiges Preisrisiko) und stellen ein Finanzrisiko dar, das sich in einer Wertsteigerung, Wertminderung oder schlimmstenfalls in einem Totalverlust zeigen kann. Deshalb werden die Finanzinstrumente für Anleger in Anlageklassen oder die Risikoeinstellung der Anleger zu Finanzinstrumenten in Risikoklassen eingeordnet.

## Sonstiges
Der ähnlich lautende Begriff Finanzierungsinstrument erfasst sämtliche zur Finanzierung von Unternehmen einsetzbaren Maßnahmen, zu denen auch Finanzinstrumente gehören können (beispielsweise die Unternehmensanleihe ist sowohl Finanzierungsinstrument als auch Finanzinstrument).